# Guillem de Berguedà
Guillem de Berguedà, o in occitano Guilhem de Berguedan, italianizzato in Guglielmo di Bergedam (fl. 1138-1192; 1130 circa – 1195 o 1196), è stato un trovatore catalano, visconte di Berguedà.
Fu il poeta catalano più prolifico del dodicesimo secolo, sebbene avesse composto in occitano. Ci sono pervenute trentuno delle sue poesie, in massima parte sirventesi, "di solito violenti e osceni, che riflettono il suo carattere e la vita turbolenta", oltre ad alcune cansos. La maggior parte di ciò che ci è noto di lui deriva dalla sua vida e dalle sue canzoni. 

## Biografia
La viscontea di Berguedà era un feudo della Contea di Cerdagna e la sua prima menzione risale al decimo secolo. Nel 1131 suo padre (l'omonimo Guillem) appare per la prima volta in un documento nell'atto di rendere omaggio a Huguet de Mataplana, dal quale ebbe un feudo. Guillem appare per la prima volta nei documenti solo a cominciare dal 1138, accanto al padre, in qualità di figlio. I successivi scritti indicano tre suoi fratelli più giovani: Raymond, Berengar e Bernard. 
Alcuni sirventesi fanno menzione di un imprigionamento prima del 1175, l'anno in cui Guillem, ormai adulto, inizia la carriera di trovatore. In molti sirventes Guillem insulta e umilia Raimondo Folch III de Cardona, visconte di Cardona, guadagnandosi così la sua inimicizia. L'influente visconte di Cardona cerca allora di rivolgere Alfonso II di Aragona e la sua corte contro il trovatore, ma il 3 marzo del 1175 Guillem attacca e uccide Raimondo in modo disonorevole. Il suo titolo e i suoi feudi gli vengono confiscati e viene egli stesso allontanato dalla Catalogna. Passeranno sette anni prima che di lui si abbiano notizie. Durante il suo esilio fece amicizia con un certo Arnau de Castellbò raccogliendo intorno a sé un piccolo gruppo di fedeli sostenitori. È probabile che proprio durante questo periodo di esilio egli facesse il suo pellegrinaggio a Santiago di Compostela.
Nel 1180-1190 la carriera di Guillem in Catalogna riprende di nuovo. Dal testamento di suo padre del 1183, Guillem eredita i castelli di Madrona (noto come Castell Berguedà), Casserres, Puig-reig, Espinalbet e Montmajor, il feudo tenuto da Huguet de Mataplana. Per mezzo di alcune poesie di Bertran de Born, amico e collega trovatore, sappiamo che Guillem era ostile ad Alfonso II. Il trovatore e il re sembra abbiano fatto pace entro il 14 aprile 1185, allorché Guillem risulta figurare tra alcuni seguaci del re a un incontro con Riccardo Cuor di Leone al Castello di Najac, per fortificare la loro alleanza contro Raimondo VI di Tolosa. 

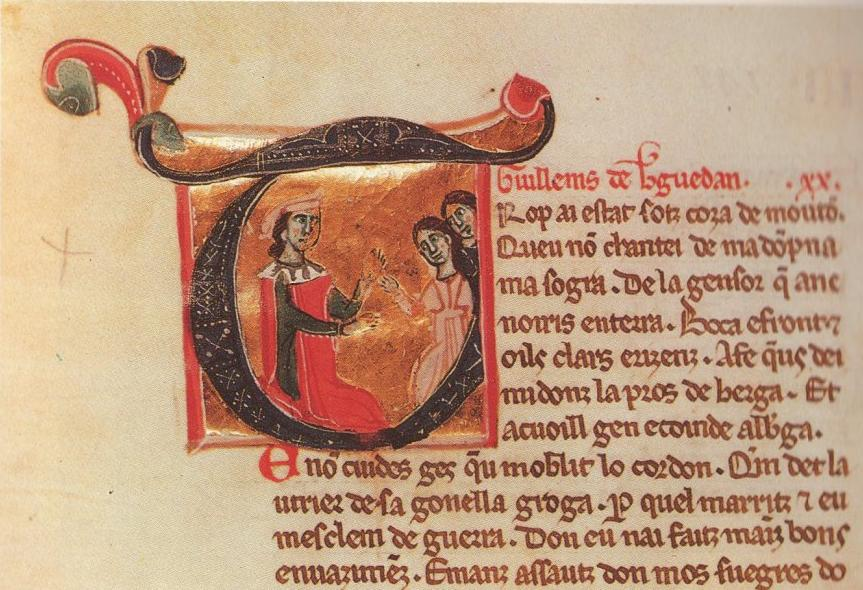
Guillem con due dame, da una miniatura del canzoniere I.

Nel 1187 Guillem faceva il suo primo testamento, pervenutoci nella sua versione originale, in cui lasciava Fenollet e il castello di Puig-reig ai templari e alcuni possedimenti minori agli ospitalieri. Tutto il resto era destinato al fratello Berengario, il quale doveva donarne un quarto a Bernard. Guillem aveva evidentemente ammassato debiti con i templari e gli ospitalieri, e per questo fu permesso loro di tenere i possedimenti fino all'estinzione del debito. Il testamento ci permette di descrivere il potere di Guillem in termini feudali: possedeva cinque castelli con i loro cavalieri e vassalli e territori corrispettivi, vari luoghi e grandi proprietà nella Berguedà superiore e inferiore, un feudo in Cerdagna, e diritti su Caldes e Sentmenat del Vallès. Non aveva, al tempo del suo primo testamento, moglie o figli riconosciuti. 
Poco dopo le sue volontà, le relazioni con il re tornarono ad essere aspre, come viene evidenziato in un beffardo sirventes contro Alfonso. Nel 1190 Guillem offende il re e l'arcivescovo di Tarragona, Berenguer de Vilademuls, mentre dedica invece un sirventes al suo amico Arnau de Castellbò alla corte di Alfonso VIII di Castiglia, allora alleato di Sancho VI di Navarra contro il re di Aragona. Negli ultimi anni della sua vita, Guillem è impegnato a sostenere guerre, combattendo da parte di Arnau e Ponç de Cabrera contro il re, il vescovo Arnau de Preixens di Urgell e il conte Ermengol VIII di Urgell. 
Nel 1195 Bertran de Born componeva una canzone in cui dichiarava di pentirsi della sua carriera di controversie e guerre, incitando Guillem a fare lo stesso. La poesia non ebbe tempo di sortire il suo effetto: nel 1195, o 1196, Guillem venne assassinato da un soldato, probabilmente un sicario al soldo di uno dei suoi tanti nemici.

## Fonti
- (EN)  Egan, Margarita, ed. e trad. The Vidas of the Troubadours. New York: Garland, 1984 ISBN 0-8240-9437-9
- (EN)  Gaunt, Simon, and Kay, Sarah. "Appendix I: Major Troubadours" (pp. 279–291). The Troubadours: An Introduction. Simon Gaunt and Sarah Kay, edd. Cambridge: Cambridge University Press, 1999 ISBN 0-521-57473-0